# Primas von Ungarn
Der Titel Primas von Ungarn (ungarisch Magyarország prímása) wurde 1279 von Papst Nikolaus III. im Einverständnis mit dem ungarischen König Ladislaus IV. für den jeweils amtierenden Erzbischof von Esztergom eingeführt.

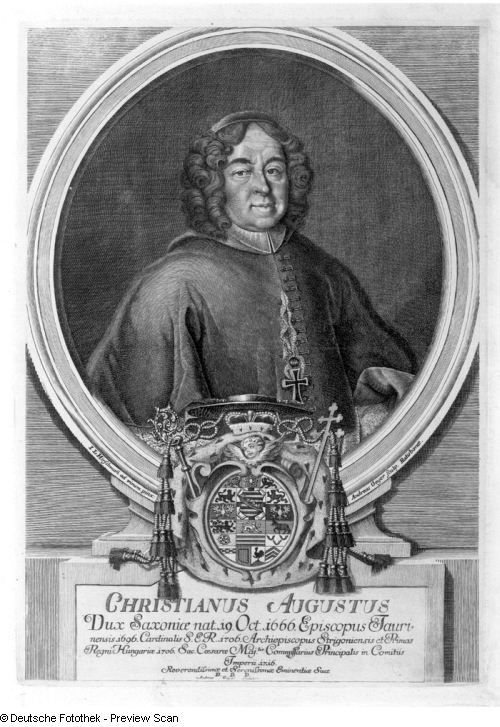
Christian August von Sachsen-Zeitz

1714 ernannte Kaiser Karl VI. (als Karl III. König von Ungarn) den Primas von Ungarn Christian August von Sachsen-Zeitz und alle seine Nachfolger zum Reichsfürsten des Heiligen Römischen Reichs, die deshalb den Titel Fürstprimas (lateinisch Princeps Primas Hungariae, ungarisch Hercegprímás) führen durften. Der Dank der Stände an den Kaiser Karl VI. 1715 war: 
„Status et ordines Suae Majestati Sacratissimae referunt gratias, quod futuros moderni Domini Archi-Episcopi Strigoniensis in officio successores dignitate Sacri Romani Imperii principis condecorare dignata est.“
„Die weltlichen und geistlichen Stände sagen Ihrer hochheiligen Majestät Dank, dass Sie die Gnade hatte, die künftigen Amtsnachfolger des gegenwärtigen Herrn Erzbischofs von Gran mit der Würde eines Fürsten des Heiligen Römischen Reichs auszuzeichnen.“
Auch als 1806 das Heilige Römische Reich erlosch, führten die Erzbischöfe von Gran in ununterbrochener Reihenfolge den Titel weiter. Nach dem Zweiten Weltkrieg, als Ungarn Volksrepublik wurde, wurde der Gebrauch des Titels „Fürstprimas“ durch die kommunistischen Machthaber per Gesetz verboten. Kardinal József Mindszenty war der letzte Fürstprimas. Papst Pius XII. schaffte den Titel 1951 kirchenrechtlich ab, seither führen die Erzbischöfe von Gran nurmehr den Titel „Primas von Ungarn“.